# Ezio Mauro
Ezio Mauro, né le 24 octobre 1948 à Dronero dans la province de Coni au Piémont, est un journaliste italien. De 1996 à 2016, il a été directeur du quotidien national La Repubblica.

## Biographie
Ezio Mauro commence sa carrière en 1972 en collaborant à la Gazzetta del Popolo, journal de Turin, où il s'occupait du terrorisme durant les années de plomb. En 1981, il passe à La Stampa où il occupe successivement les postes d'envoyé spécial, de journaliste en politique intérieure et de correspondant international aux États-Unis. 
À partir de 1988, il travaille pour La Repubblica comme correspondant du journal à Moscou. Là, il couvre les évolutions politiques de l'URSS et la période de la Perestroïka. Le 26 juin 1990, il retourne à La Stampa qui lui offre le poste de codirecteur du journal, puis de directeur à partir du 6 septembre 1992.
Le 6 mai 1996, il prend la succession du fondateur Eugenio Scalfari à la tête de La Repubblica. Sous sa direction, le journal assume notamment un important rôle d'opposition éditoriale à Silvio Berlusconi, et à ses gouvernements. Ainsi du 14 mai 2009 au 6 novembre 2009 La Repubblica a publié quotidiennement dix questions interpelant le président du Conseil italien sur sa politique et ses affaires privées et de mœurs.
Il demeure à la direction de La Repubblica jusqu'au 14 janvier 2016 date à laquelle il est remplacé par Mario Calabresi.
Ezio Mauro se consacre depuis à l'écriture de livres.

## Publications
- La felicità della democrazia. Un dialogo, Gustavo Zagrebelsky et Ezio Mauro, éditions Laterza & Figli, Rome / Bari, 2011  (ISBN 978-8842096429), 244 p.
- Babel, Zygmunt Bauman, Ezio Mauro et Béatrice Didiot, éditions Laterza & Figli, Rome / Bari, 2016  (ISBN 9788858125540) ; rééd. éditions du CNRS, 2017  (ISBN 9782271091697)
- L'anno del ferro e del fuoco: Cronache di una rivoluzione, éditions Feltrinelli, Milan, 2017  (ISBN 9788807070464), 241 p.
- L'uomo bianco, éditions Feltrinelli, Milan, 2018,  (ISBN 9788807173462), 138 p.
- Anime prigioniere : Cronache dal Muro di Berlino, éditions Feltrinelli, Milan, 2019  (ISBN 9788807070501), 203 p.
- Liberi dal male: Il virus e l’infezione della democrazia, éditions Feltrinelli, Milan, 2020  (ISBN 9788807173851), 144 p.
- La dannazione. 1921. La sinistra divisa all'alba del fascismo, éditions Feltrinelli, Milan, 2020  (ISBN 9788807070518), 194 p

## Distinctions
- 1994 : Prix Ischia Internazionale di Giornalismo
- 1997 : Prix international Alfio Russo